# Raimund von Zur Mühlen

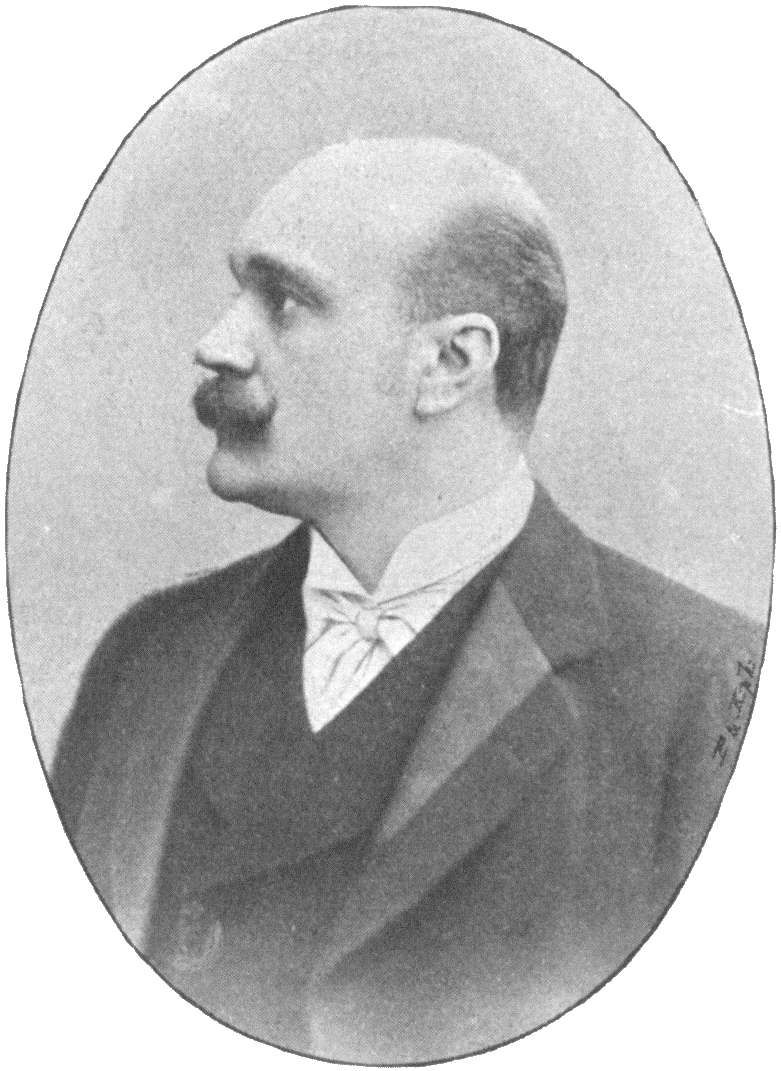
Raimund von Zur-Mühlen (um 1899)

Raimund von Zur Mühlen (* 10. November 1854 in Gut Neu-Tennasilm (Uusna) bei Fellin (Viljandi) in heutigem Estland; † 9. Dezember 1931 in Steyning, Sussex, England) war ein deutscher Sänger (Tenor) und Gesangslehrer. Seine Liedinterpretationen sind legendär.

## Leben

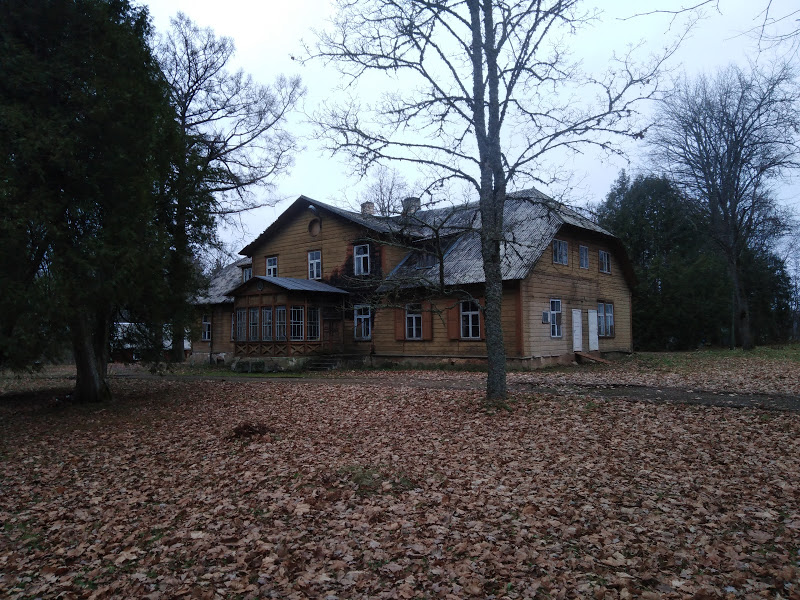
Gut Neu-Tennasilm.

Raimund von Zur Mühlen war Schüler von Auguste Hohenschild, Felix Schmidt, Adolf Schulze, Julius Stockhausen und Clara Schumann. Sein Debüt gab er 1878 gemeinsam mit Hans Schmidt in Riga. In der Folge arbeitete er beständig an der Erweiterung seiner sängerischen Möglichkeiten, u. a. mit Manuel Garcia, Beniamino Carelli, Jenny Lind, Romain Bussine und Pauline Viardot.
Er gilt als Begründer der eigenständigen Konzertgattung Liederabend. Seine Liedinterpretationen und sein auf Liedinterpretation spezialisierter Unterricht waren für die Entwicklung des eigenständigen Faches des Liedgesangs von großer Bedeutung.
Von Johannes Brahms stammt die Aussage „Endlich, endlich habe ich meinen Sänger gefunden!“ Mit Clara Schumann gestaltete er Schumann-Liederabende. Sie bereitete ihm auch den Weg nach London, wo er 1883 sein erstes Konzert gab. 1907 übersiedelte er nach England mit Wohnsitzen in London und Steyning. Letzter Aufenthalt in Deutschland soll 1913/1914 in Berlin gewesen sein, wo er einen Meisterkurs gegeben hat. Hier traf er letztmals Monika Hunnius, Schriftstellerin und Gesangslehrerin, die ihn in den Jahren 1904–1911 regelmäßig bei der Durchführung seiner Gesangskurse auf Schloss Fellin bzw. in Neuhausen unterstützte und mit der ihn eine tiefe Freundschaft verband.
Seine wertvolle Sammlung von Dokumenten, Musikalien und Kunstgegenständen wurde 1930 bei einem Großbrand in seinem Anwesen in Steyning zerstört.
Werner Bergengruen setzt ihm in „Lombardische Elegie“ ein literarisches Denkmal.

## Schüler
- Lula Mysz-Gmeiner, deutsche Sängerin
- Frieda Hempel
- Mark Raphael
- Hans Lissmann
- Eva Jekelius-Lißmann
- Rose Walter
- Eide Norena, alias Kaja Karoline Eide Hansen, norwegische Opernsängerin
- Fanny Opfer (1870–1944), deutsche Sopranistin und Gesangslehrerin
- Hermann Weißenborn
- Georg A. Walter